# Hüfthalter

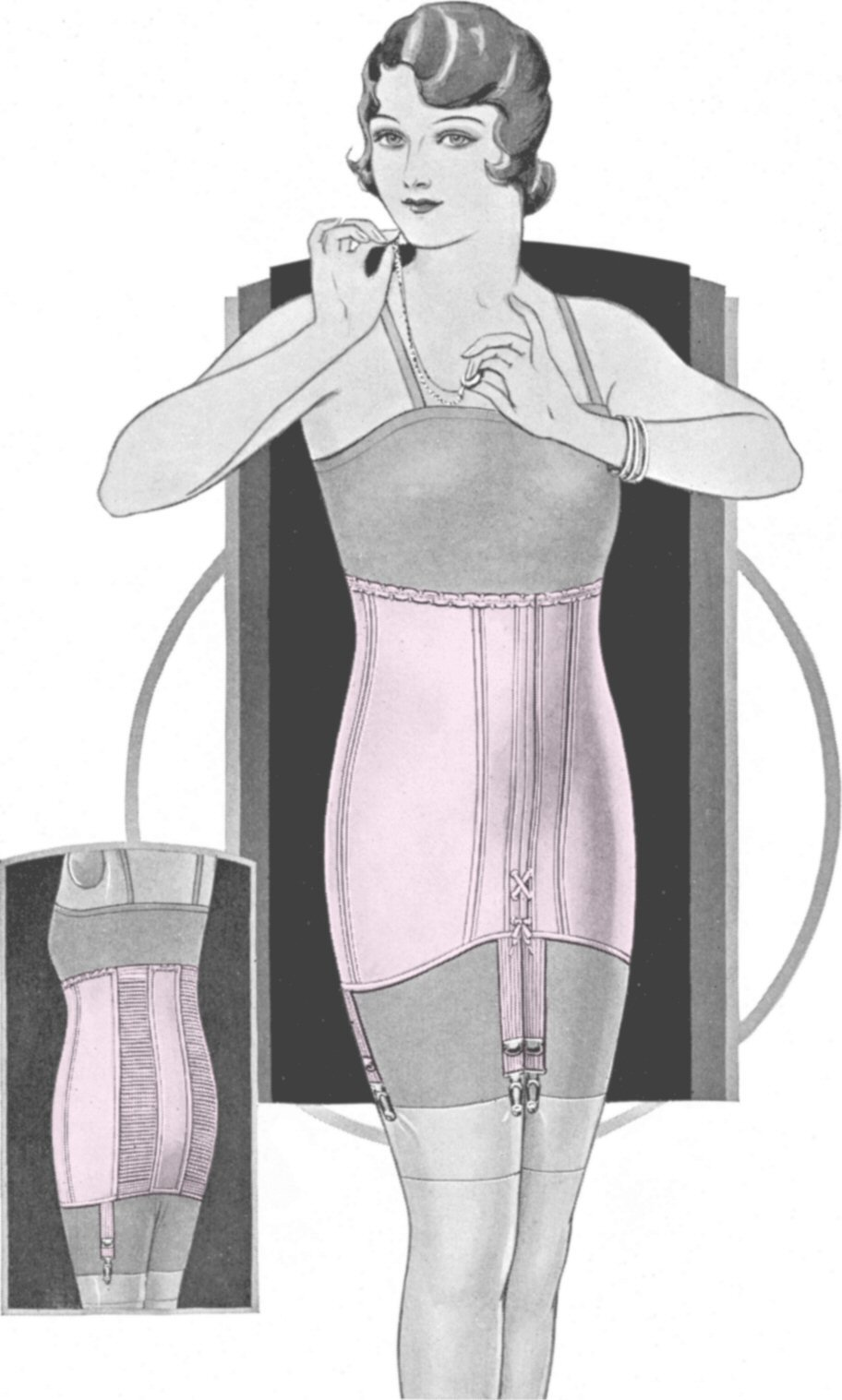
Hüfthalter

Der Hüfthalter (früher auch Leibhalter oder Hüftmieder) ist ein die Hüften von der Taille bis zum Oberschenkelansatz umschließendes Kleidungsstück, das dazu dient, die Strümpfe zu befestigen und die Figur zu formen. Er wird zwischen Unterwäsche und Oberbekleidung getragen. Ab den 1950er Jahren wurde er durch den schmaleren Hüftgürtel oder den Strapshalter ersetzt.

## Geschichte
Der Hüfthalter ist ein Produkt der Mode, er löste um 1900 mit dem Aufkommen der Reformkleidung Korsett und Mieder ab, ein natürlicheres Erscheinungsbild der Frau wurde angestrebt. Er wurde zunächst aus starkem Leinen mit Gummizugeinlagen und herabhängenden Strumpfhaltern hergestellt. Darunter oder darüber trugen die Frauen Unterwäsche. Er wurde zunächst noch vorn geschnürt. Bevor der Büstenhalter populär wurde, trugen die Damen zum Hüfthalter ein so genanntes „Brustleibchen“.
Als Mittel zur Formung des weiblichen Körpers war der Hüfthalter zusammen mit dem Korselett ab den 1920er Jahren verbreitet; nun bestand er konfektionsmäßig aus verschiedenen elastischen Geweben. 1947 erfand Marcel Rochas die Guêpière, indem er Korsett, BH und Hüfthalter kombinierte. Diese abgewandelte Form des Hüfthalters wurde prägend für den New Look von Christian Dior und verschaffte ihm eine Blütezeit bis in die 1960er Jahre hinein. Danach verlor er durch das Aufkommen der Strumpfhose an Bedeutung oder wurde durch den schmaleren Hüftgürtel oder den Strapshalter ersetzt. Die Funktion der Körperformung übernahm nun die Miederhose. In der von Lingerie inspirierten Mode der 1980er Jahre wurde er noch einmal populär. Heute werden nur noch sehr wenige Hüfthalter hergestellt und verkauft.